# Lufira (rivier)
De Lufira is een zijrivier van de Lualaba, op zijn beurt een zijrivier en de belangrijkste waterbron van de Kongostroom in de Democratische Republiek Congo.
De Lufira ontspringt op het Shaba-Plateau, ten zuiden van Likasi, stroomt naar het noordoosten, voedt het Tshangalele-meer op 25 km van Likasi, doorkruist naar het noordwesten het Nationaal park Kundelungu, vormde eeuwenlang een canyon in het Mitumba-massief, en komt uit in het Nationaal park Upemba in de Kamalondo-depressie, vanwaar hij uitmondt in het Kisale-meer en zo aansluit bij de Lualaba. De rivier stroomt door de provincies Opper-Lomami en Opper-Katanga. 
Op de Lufira is er ook een hydro-elektrische stuwdam, de Lufira Dam, eigendom van de Société Nationale d'Electricité (S.N.EL), in de plaats Mwadingusha, 75 km van Likasi. 

## Lufira-stroombekken
De Lufira is de belangrijkste rivier die een uitgestrekt waterrijk gebied voedt, Bassin de la Lufira, met rivieren en hun uiterwaarden, natuurlijke en kunstmatige meren en vijvers, watervallen, papyrus en andere moerassen en moerasbossen. Het gebied is erkend als een waardevolle Ramsar-site.

## Zijrivieren
De Lufira heeft verschillende zijrivieren, op haar linkeroever de Dikuluwe, op rechteroever de Busumba, Lofoï en Lufwa. Sommige zijrivieren hebben watervallen, waaronder de 60 meter hoge Kiubo-watervallen en de meer bekende Lofoï-watervallen in de Lofoï. 

### Lofoï
De Lofoï (Frans: Lofoyi), is een rivier in het gebied Kasenga, die uitmondt in de Lufira. 

#### Lofoï-watervallen
De Lofoï-watervallen, of Kaloba-watervallen, zijn watervallen in de Lofoï, gelegen in het Nationaal park Kundelungu.
Deze watervallen zijn een van de hoogste van Centraal-Afrika, met een totaal hoogteverschil van 384m, waarvan 347m directe watervallen. De breedte bedraagt 23 tot 46m, naargelang het seizoen. De plek ligt te midden van groene bossen en steile rotswanden. 